# تروده بایسر
تروده بایسر (انگلیسی: Trude Beiser؛ زادهٔ ۲ سپتامبر ۱۹۲۷) اسکی‌باز آلپاین اهل اتریش است.